# Gunnar Hallström (fackföreningsledare)
Hans Gunnar Fredrik Hallström, född 5 januari 1910 i Malmö, död 29 juni 1989, var en svensk fackföreningsledare. Han var förbundsordförande för Svenska kommunalarbetareförbundet (Kommunal) i 25 år, från 1948. 1964 blev han också ordförande för Internationell facklig organisation för offentliga tjänster (PSI). Han pensionerade sig från både uppdragen 1973.
När Hallström gick i pension instiftade Kommunal Gunnar Hallströms stipendiefond, ett resestipendium för medlemmar och förtroendevalda, för att hedra hans minne.